# ایستگاه متروی ژنرال آندرانیک
ژنرال آندرانیک (ارمنی: Զորավար Անդրանիկ سابقاً «هوکتمبریان») ایستگاه متروی ایروان می‌باشد. این ایستگاه در ۲۶ دسامبر ۱۹۸۹ برای عموم گشایش یافت.